# Centro de Formación Aeronáutica de Albacete
El Centro de Formación Aeronáutica de Albacete (CEFAAL) es un centro público de enseñanzas aeronáuticas situado en la ciudad  española de Albacete. Es el único centro público de España, autorizado por la Agencia Europea de Seguridad Aérea (EASA), en el que se pueden conseguir las licencias B1 (Aeromecánica) y B2 (Aviónica), por lo que es referente a nivel nacional. Sus enseñanzas están declaradas de interés público por el Gobierno de Castilla-La Mancha.

## Historia
El Centro de Formación Aeronáutica de Albacete (CEFAAL) fue fundado el 26 de agosto de 2003, gracias a la colaboración entre el Ejército del Aire y del Espacio y la Junta de Comunidades de Castilla-La Mancha. Sus primeras instalaciones para las clases teóricas se encontraron situadas en el Instituto de Educación Secundaria Don Bosco hasta que en 2007 se produjo el traslado a su actual ubicación en el Centro Integrado de Formación Profesional Aguas Nuevas de Albacete. Las clases prácticas se llevan a cabo mayoritariamente en las instalaciones del CEFAAL y determinadas prácticas se realizan también en la Maestranza Aérea de Albacete.
En 2021 el Ejército del Aire y del Espacio cedió al CEFAAL el Falcon 20 de matrícula 47-21 tras su último vuelo fruto de la colaboración entre el Ministerio de Defensa y la Junta de Comunidades de Castilla-La Mancha.

## Importancia
El Centro de Formación Aeronática de Albacete es el mayor centro certificado EASA 147 de España. Es el único centro público de España con el certificado B2 (Aviónica), y además cuenta con la licencia B1.3 (Aeromecánica de Helicópteros).

## Oferta educativa
- Mantenimiento en Aviónica
  - Ciclo Formativo de Grado Superior: Técnico Superior de Mantenimiento de Aviónica
  - LMA (Licencia de Mantenimiento de Aeronaves) EASA B2 de Aviación Civil

- Mantenimiento Aeromecánico
  - Ciclo Formativo de Grado Superior: Técnico Superior de Mantenimiento Aeromecánico
  - LMA (Licencia de Mantenimiento de Aeronaves) EASA B1.3 de Aviación Civil

## Instalaciones
Las instalaciones del centro se encuentran situadas en el Centro Integrado de Formación Profesional Aguas Nuevas, donde se imparten las clases teóricas y la mayoría de las clases prácticas, y en la Maestranza Aérea de Albacete, donde se imparten determinadas clases prácticas por su complejidad tecnológica, para lo que cuenta con tres hangares (de aviones Canadair, de aviones de enseñanza y de aviones reactores).

## Prácticas en empresas
Los alumnos del centro realizan prácticas en importantes empresas e instituciones del mundo aeronáutico, como Airbus Helicopters, Grupo Inaer, Industria de Turbo Propulsores (ITP), Iberia, Airbus, Globalia, Coyotair, SHSC, Heliswiss Iberica, Cessna, Bond Aviation Group, GTL Polonia, Swift Air y la Maestranza Aérea de Albacete, gracias a los convenios de colaboración que tiene suscritos con las mismas.